# Киданцы
Киданцы (укр. Киданці) — село в Збаражской городской общине Тернопольского района Тернопольской области Украины.
Код КОАТУУ — 6122484201. Население по переписи 2001 года составляло 888 человек.
До 2020 года входило в Збаражский район.

## Географическое положение
Село Киданцы находится у истоков реки Теребна, на расстоянии в 1,5 км от сёл Горы-Стрыевецкие и Романовое Село.

## История
- 1464 год — дата основания как село Кийданцы.
- В 1947 году переименовано в село Киданцы.

## Объекты социальной сферы
- Школа.
- Детский сад.
- Клуб.
- Фельдшерско-акушерский пункт.

## Достопримечательности
- Братская могила советских воинов.